# Estado Mayor General del Ejército (Argentina)
El Estado Mayor General del Ejército (EMGE) es el elemento de conducción superior del Ejército Argentino, creado en 1884, y puesto bajo la dependencia del Ministerio de Defensa (organismo civil) desde 1958. En su estructura se encuentran los elementos de sostenimiento de la fuerza, puestos bajo el subjefe del Estado Mayor (SJEMGE), y la conducción de la fuerza operativa, puesta bajo el Comando de Adiestramiento y Alistamiento del Ejército (CAAE) con asiento en Campo de Mayo. El Estado Mayor se halla instalado en el Edificio Libertador de Buenos Aires (habilitado en 1944), donde se encuentra concentrado junto al Ministerio de Defensa y el Estado Mayor Conjunto de las Fuerzas Armadas.
Su titular es el general de división Carlos Alberto Presti, investido el 10 de enero de 2024.

## Historia
Como primer ensayo, el Estado Mayor General del Ejército fue creado el 16 de noviembre de 1811, a iniciativa del Primer Triunvirato. El primer jefe de Estado Mayor fue el coronel Francisco Javier de Viana. Sin embargo, el moderno Estado Mayor fue creado recién en 1884.
Por decreto del presidente Julio Argentino Roca con fecha 2 de enero de 1884, dispuso la creación del Estado Mayor General Permanente, sobre la Inspección y Comandancia General de Armas. Su primer jefe fue el general de brigada Joaquín Viejobueno. Por decreto del 27 de julio de 1885, quedó fijada su misión: "jefe superior inmediato del Ejército, cuyo comando asume en tiempos de paz".
Con decreto con fecha 4 de septiembre de 1895, la superioridad puntualizó su misión: "el comando superior e inmediato del ejército y reparticiones militares del país", reservando los arsenales, fábricas y administración al Ministerio de Guerra. Posteriormente, por decreto del 23 de diciembre de 1904 la Escuela Superior de Guerra pasó a depender del jefe de Estado Mayor, que fue denominado en lo sucesivo Gran Estado Mayor (hasta 1916). Así, a partir de 1917 fue creado el escalafón de Estado Mayor, integrado por los egresados de la Escuela Superior de Guerra con título de oficial de Estado Mayor.
Por resolución del 2 de enero de 1923 la superioridad dispuso la creación de la Inspección General del Ejército, descargando de misiones y tareas al Estado Mayor, el Ministerio de Guerra y el presidente de la Nación en la conducción del instrumento militar.
En un contexto de gran crecimiento de la estructura del Ejército, fue creado el Comando en Jefe del Ejército por decreto del 3 de agosto de 1943. El Estado Mayor constituyó entonces elemento asesor junto a la Dirección General de Instrucción del Ejército. La Inspección General del Ejército quedó disuelta en el acto. Fue ese año en que comenzó a ocupar el Edificio Libertador, bautizado con ese nombre en 1950, en evocación al general José de San Martín. Hasta entonces ocupaba un edificio en calles Larrea y Paso de la Capital.
El 23 de mayo de 1973, el presidente de facto Alejandro Agustín Lanusse dictó la Ley N.º 20 459 que autorizaba al Poder Ejecutivo Nacional a delegar en el Comando en Jefe del Ejército la facultad de asumir total o parcialmente el proyecto, dirección y ejecución de aquellas obras públicas localizadas en zonas donde el costo de estas resulte excesivo. En este sentido, creó una cuenta especial administrada por el Comando de Ingenieros que integraba el presupuesto público.
El 3 de octubre de 1973, el presidente interino Raúl Alberto Lastiri creó el Comando General del Ejército (Cdo Grl Ej) mediante el Decreto N.º 1678.
En 2006, la reglamentación de la ley de defensa nacional facultó al Estado Mayor Conjunto con el empleo de fuerzas militares en tiempos de paz, ejerciendo control funcional sobre los Estados Mayores Generales de las Fuerzas Armadas y control operacional sobre los medios específicos, requeridos por el Comando Operacional.
La estructura del Estado Mayor, racionalizada por resolución del Ministerio de Defensa con fecha 13 de diciembre de 2010, quedó definida con los elementos de sostenimiento puestos bajo la conducción del subjefe del Estado Mayor General del Ejército (SJEMGE), y la fuerza operativa puesta bajo la conducción del comandante de Adiestramiento y Alistamiento del Ejército (CAAE). En sostenimiento, quedaron suprimidos los comandos (personal, educación, etc.), sustituidos en el acto por direcciones generales.

## Organización

### Jefatura del Estado Mayor General del Ejército
- Inspectoría General del Ejército (IGE). Asiento: Edificio Libertador (CABA).
- Secretaría General del Ejército (SGE). Asiento: Edificio Libertador (CABA).
- Dirección General de Planes, Programas y Presupuesto (DGPPP). Asiento: Edificio Libertador (CABA).
- Dirección General de Administración y Finanzas (DGAF). Asiento: Edificio Libertador (CABA).
- Dirección General de Asuntos Jurídicos (DGAJ). Asiento: Edificio Libertador (CABA).

### Subjefatura del Estado Mayor General del Ejército
- Dirección General de Personal y Bienestar (DGPB). Asiento: Edificio Libertador (CABA).
- Dirección General de Inteligencia (DG Icia). Asiento: Edificio Libertador (CABA).
- Dirección General de Organización y Doctrina (DGOD). Asiento: Edificio Libertador (CABA).
- Dirección General de Material (DGM). Asiento: Palermo (CABA).
- Dirección General de Ingenieros e Infraestructura (DGII). Asiento: Edificio Libertador (CABA).
- Dirección General de Comunicaciones, Informática y Ciberdefensa (DGCIC). Asiento: Edificio Libertador (CABA).
- Dirección General de Salud (DGS). Asiento: Parque Patricios (CABA).[20]
- Dirección General de Investigación y Desarrollo (DGID). Asiento: Edificio Libertador (CABA).
- Dirección de Remonta y Veterinaria (DRV). Asiento: Palermo (CABA).
- Comando de la Guarnición Militar Buenos Aires «Coronel Doctor Roque Sáenz Peña» (Cdo Guar Mil Buenos Aires). Guar Ej Campo de Mayo (BA).
- Dirección de Aviación de Ejército (Dir Av Ej). Asiento: Guar Ej Campo de Mayo (BA).

## Titulares
El jefe del Estado Mayor General del Ejército es el general de división Carlos Alberto Presti, designado por decreto con fecha 29 de diciembre de 2023 e investido el 10 de enero de 2024.